# Anthony Sauthier
Anthony Sauthier (Saxon, 5 febbraio 1991) è un calciatore svizzero, difensore dello Yverdon.

## Carriera

### Club
Ha esordito in massima serie svizzera nella stagione 2009-2010 in San Gallo-Sion (1-0), il 6 febbraio 2010, entrando al 70' in sostituzione di Goran Obradović.
Il 13 giugno 2013, il Servette annuncia di aver trovato un accordo con il Sion per il prestito di una stagione del giocatore. Fa il suo esordio ufficiale con la maglia granata, il 13 luglio 2013 sul campo del Wohlen durante la prima partita della stagione.
Il 9 novembre 2013 in occasione della partita contro il Chiasso disputatasi allo Stadio comunale Riva IV di Chiasso, segna la sua prima rete con la maglia del Servette. Malgrado il fatto che venga poco utilizzato durante la seconda parte del campionato, il suo prestito viene prolungato di una stagione supplementare.

## Palmarès
- Coppa Svizzera: 1

Sion: 2010-2011
- Promotion League: 1

Servette: 2015-2016
- Challenge League: 2

Servette: 2018-2019
Yverdon: 2022-2023